# Gorthleck

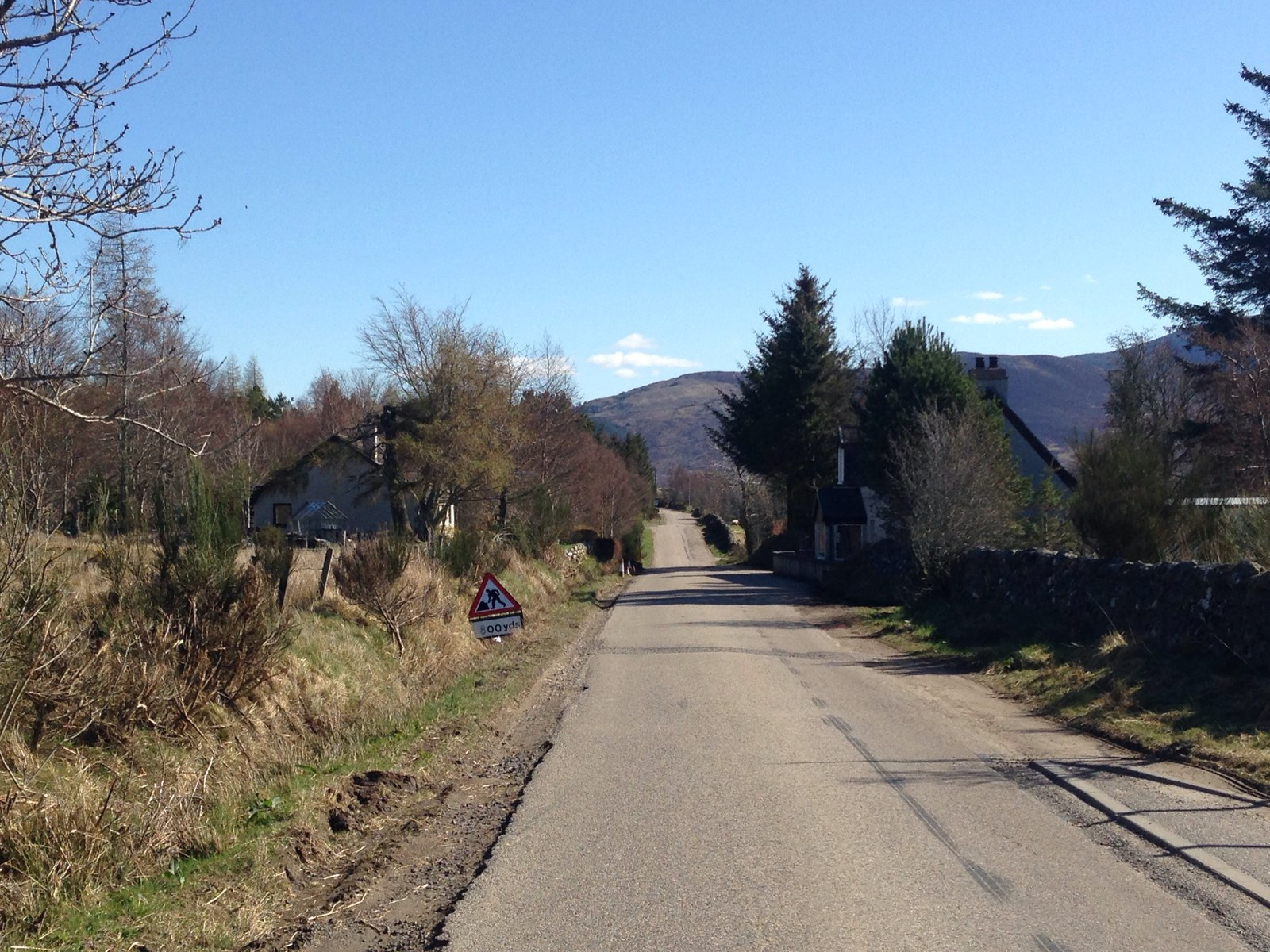
Straße durch Gorthleck

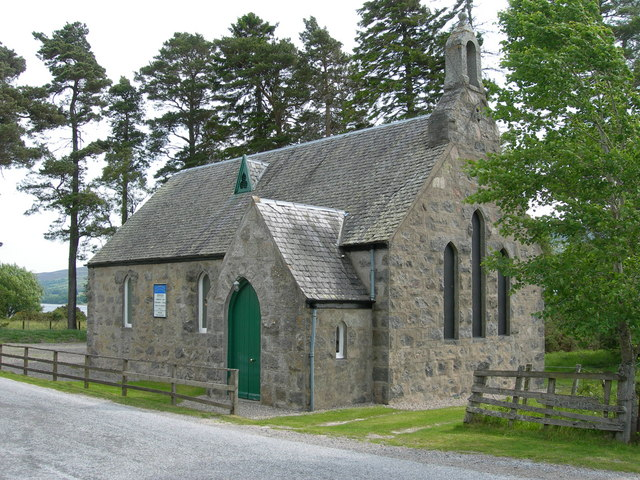
Die Stratherrick Church von Gorthleck

Gorthleck ist eine Ortschaft, die südlich von Inverness in der Council Area Highland im Norden von Schottland liegt. Im Rahmen der historischen Gliederung Schottlands in Civil Parishes zählt Gorthleck zu Dores, das zu Inverness-shire gehörte.
Die Häuser von Gorthleck erstrecken sich entlang der von Inverness nach Fort Augustus führenden B 862. Parallel südöstlich von ihnen verläuft das Ufer des Sees Loch Mhor, landschaftlich zählen sie zum Tal Stratherrick. Im deutlich größeren, südwestlichen Teil, dem Lyne of Gorthleck, stehen unter anderem eine Station der Feuerwehr sowie eine Grundschule. Im Nordosten findet sich mit der Stratherrick Church ein Kirchengebäude der Free Presbyterian Church of Scotland. Historisch von Interesse ist das in deren Nähe gelegene Gorthleck House. Das um 1835 errichtete Gebäude steht unter Denkmalschutz.